# Samuel Butler (escritor)

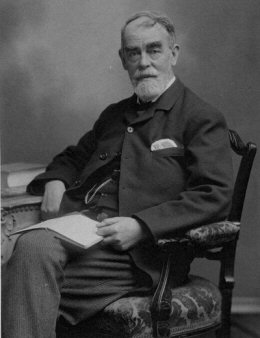
Samuel Butler

Samuel Butler, (Bingham, 4 de dezembro de 1835 — 18 de junho de 1902), foi escritor britânico fortemente influenciado por suas experiências na Nova Zelândia. Suas obras mais conhecidas são Erewhon, uma sátira utópica, e seu romance autobiográfico, editado postumamente, The Way Of All Flesh.